# ماناگازوو
ماناگازوو (به لاتین: Managazovo) یک منطقهٔ مسکونی در روسیه است که در باشقیرستان واقع شده‌است.